# Нижне-Исетское кладбище
Нижне-Исетское кладбище — кладбище на южной окраине Екатеринбурга, одно из крупнейших в городе.

## История
Кладбище открыто в 1949 году. В настоящее время площадь кладбища составляет 64,4 га. Общее количество захоронений — около 70 000.
На территории кладбища располагаются памятники, занесенные в реестр объектов культурного наследия Екатеринбурга — могилы краеведа В. П. Бирюкова и селекционера-биохимика Л. И. Вигорова, а также место захоронения героев гражданской войны.
Рядом с кладбищем располагается Храм во имя священномученика Аркадия Екатеринбургского.

## Известные люди, похороненные на кладбище

### Герои Социалистического Труда
- Лаборешных, Виктор Дмитриевич
- Макаров, Виктор Матвеевич
- Сергеев, Владимир Георгиевич
- Уфимцев, Николай Григорьевич
- Чагин, Иван Иванович

### Деятели науки, культуры, спорта и политики
- Арзамасцев, Олег Германович — артист балета, член Союза театральных деятелей Российской Федерации
- Бирюков, Владимир Павлович — краевед, археолог, историк, член Союза писателей СССР
- Вигоров, Леонид Иванович — биохимик, физиолог растений, основатель Сада лечебных культур
- Нечаев, Евгений Геннадьевич — советский хоккеист на траве, член сборной СССР, затем России
- Рыжий, Борис Борисович — русский поэт, лауреат премии «Антибукер»
- Савельев, Юрий Григорьевич — заслуженный мастер спорта СССР по акробатике, 8-кратный чемпион РСФСР